# Línia evolutiva de Shuppet
Aquesta línia evolutiva de Pokémon inclou Shuppet i Banette.

## Shuppet
Shuppet és una de les espècies que apareixen a la franquícia Pokémon, una sèrie de videojocs, anime, mangues, llibres, cartes col·leccionables i altres mitjans que va ser inventada per Satoshi Tajiri i ha generat milers de milions de dòlars en beneficis per a Nintendo i Game Freak. És de tipus fantasma i evoluciona a Banette.

## Banette
Banette és una de les espècies que apareixen a la franquícia Pokémon, una sèrie de videojocs, anime, mangues, llibres, cartes col·leccionables i altres mitjans que va ser inventada per Satoshi Tajiri i ha generat milers de milions de dòlars en beneficis per a Nintendo i Game Freak. És de tipus fantasma i evoluciona de Shuppet.